# Circulação Aérea Nacional
Circulação Aérea Nacional (CAN) é o conjunto de todos os movimentos de aeronaves, civis e militares, no âmbito do espaço aéreo brasileiro (espaço aéreo sobrejacente ao território brasileiro e às águas sob jurisdição do Brasil). Em outras palavras, é a união da Circulação Aérea Geral (CAG) com a Circulação Operacional Militar (COM).

## Tipos de Circulação

### Circulação Aérea Geral (CAG)
Denominação dada ao conjunto de todas as movimentações de aeronaves, civis e militares, que se deslocam pelo espaço aéreo sob jurisdição do Brasil, inclusive sobre águas jurisdicionais brasileiras, realizando atividades rotineiras de natureza civil, e que portanto não podem ser classificadas como sendo de função, natureza, finalidade ou emprego militar.
Enquadram-se nesta definição, por exemplo:
- Os voos regulares praticados por companhias aéreas tais como TAM, GOL e Azul.
- Os voos realizados pelas aeronaves civis das empresas de táxi aéreo.
- Os voos realizados por aeronaves militares que transportam, geralmente na região amazônica, alimentos, medicamentos, vestuário e outros suprimentos para as populações carentes.

### Circulação Operacional Militar (COM)
Denominação dada ao conjunto de todas as movimentações de aeronaves exclusivamente militares (ou de aeronaves civis que, por motivo de força maior, venham a ser utilizadas para fins militares), que se deslocam pelo espaço aéreo sob jurisdição do Brasil, inclusive sobre águas jurisdicionais brasileiras, realizando operações de treinamento militar ou missões de emprego militar.
Enquadram-se nesta definição, por exemplo:
- Os voos realizados a baixa altura, executados por aviões de caça, sob vetoração radar.
- Os treinamentos de combate ar-ar e ar-terra, com execução de manobras de combate e evasão, assim como a realização de disparos reais.
- As missões de aerolevantamento e foto-inteligência.
- As missões de transporte de tropas (como por exemplo as que ocorrem no Haiti).

Todos os usuários e operadores que atuam na CAN – seja na CAG, seja na COM – são considerados membros (passivos ou ativos, respectivamente) do Sistema de Controle do Espaço Aéreo Brasileiro (SISCEAB), cujo órgão central é o Departamento de Controle do Espaço Aéreo (DECEA).
Diferentemente da maioria dos outros países do mundo -- nos quais o controle de tráfego aéreo é realizado por civis e a vigilância do tráfego aéreo é realizada por militares --, no Brasil as duas atividades são integradas (elas ocorrem simultaneamente, no SISCEAB). Como a vigilância é a primeira etapa do processo de defesa do espaço aéreo, disto decorre que o SISCEAB interage com outro sistema brasileiro: o SISDABRA (Sistema de Defesa Aeroespacial Brasileiro). Deste modo, no momento em que um órgão de vigilância do SISCEAB detecta uma aeronave não autorizada realizando voo no espaço aéreo brasileiro, esta informação é repassada aos órgãos de defesa do SISDABRA, que então acionam a defesa aérea (aeronaves de ataque, interceptação e/ou caça).
Consequentemente, quando atuam na COM, em missões relacionadas à preservação ou manutenção da soberania nacional, os militares são considerados membros ativos não apenas do SISCEAB, mas também do SISDABRA.